# Volksbank Konstanz
Die Volksbank Konstanz ist eine deutsche Genossenschaftsbank mit Sitz in Konstanz im Landkreis Konstanz (Baden-Württemberg).

## Geschichte
Die Volksbank eG Konstanz wurde 1862 gegründet.
1962, im 100. Geschäftsjahr, wurde mit einem Geschäftsvolumen von 506 Millionen DM erstmals die Grenze von einer halben Milliarde überschritten, die Bilanzsumme betrug 19,4 Mill. DM (das Zehnfache von 1949), die Gesamteinlagen betrugen 17 Millionen DM.

## Rechtsgrundlagen
Rechtsgrundlagen der Bank sind ihre Satzung  und das Genossenschaftsgesetz. Die Organe der Genossenschaftsbank sind der Vorstand, der Aufsichtsrat und die Vertreterversammlung. Die Bank ist der amtlich anerkannten BVR Institutssicherung GmbH und der zusätzlichen freiwilligen Sicherungseinrichtung des Bundesverbandes der Deutschen Volksbanken und Raiffeisenbanken e.V. angeschlossen.

## Niederlassungen
Die Volksbank eG Konstanz unterhält elf Standorte am westlichen Bodensee.

## Fusion
Im Mai 2025 wurden Pläne einer Fusion mit der Volksbank Bodensee-Oberschwaben bekannt.
Vorangegangen war eine Verwicklung der Volksbank Konstanz in den Immobilienskandal um Tommy Primorac, im Zuge dessen Kredite aufgrund gefälschter Dokumente vergeben wurden. Die Volksbank Konstanz bildete Rücklagen zur Risikovorsorge in Höhe von mindestens 2,7 Mio. Euro. Im März 2025 war allerdings in einer Pressemitteilung noch von größeren Problemen die Rede gewesen: "Mittlerweile hat die Bank 80 auffällige Kreditengagements identifiziert." Bei 20 dieser Engagements mit einem Gesamtvolumen von rund 28 Millionen Euro sehe die Volksbank Konstanz Bedarf für Maßnahmen, um mögliche Verluste zu mindern. "Dieser summiert sich auf insgesamt fünf Millionen Euro."